# 延長時段交易
延長交易時段（Extended-hours trading）是指證券交易所發生在交易日之外的交易，也就是盤前交易和盤後交易。由於會影響市場流動性，做市商和專家通常不會參與延長交易時段。

## 外部連結
- . Invest FAQ. 31 May 2019  [2023-10-11]. （原始内容存档于2018-08-26）.